# 野呂奈津子
野呂 奈津子（のろ なつこ、1965年12月22日 - ）は、愛知県長久手市出身の日本の女子プロゴルファー。さなげカントリークラブ所属。

## 経歴
16歳でゴルフを始める。名古屋商科大学出身。
1991年にプロテストに合格し、日本女子プロゴルフ協会 (JLPGA) 入会。
1993年、ヨネックスレディスゴルフトーナメント初日にホールインワン達成。賞金ランキング59位。
1994年、リゾートトラスト・クリナップレディスでは曽秀鳳に3打届かず2位タイ。賞金ランク44位で初シード権獲得。
1995年、ミヤギテレビ杯女子オープンゴルフトーナメントでは通算4アンダー、2位・武田久子に2打差でツアー初優勝。賞金ランク16位。
1996年、ミズノレディースゴルフトーナメントでの2位タイが最高で優勝なし。賞金ランク16位。
1997年、樋口久子・紀文クラシックの2位タイを含め、トップ5入りが何度もありながら優勝なし。賞金ランクは自己最高の4位。
1998年、健勝苑レディス・道後では最終日を首位で迎えるも中嶋千尋に1打差で逆転された。日本女子オープンゴルフ選手権競技では通算2アンダー、2位・黄玉珍に2打差で公式戦初優勝。賞金獲得額4,866万円余で自己最高。賞金ランク6位。
1999年、妊娠 6ヶ月で迎えたヨネックスレディスオープンでは最終日を8位タイでスタート。同日は自己最高スコア65を記録し、通算6アンダーと2位・服部道子に1打差で逆転優勝。「最終日は、調子が良く子供が助けてくれたのかと思うほどでした。（中略）2人で戦って2人で勝てたことが最高の思い出でもあり、女性冥利に尽きます。」とコメントした。この大会を最後にしばらくツアーから離れた。賞金ランク26位。
2002年まで賞金ランク50位以内をキープするも翌年以降はシード権外が続いた。
2010年、初参戦したレジェンズツアーでプレーオフの末、乃村三枝子に競り勝ち初優勝。

## 成績

### JLPGAツアー優勝 (3)
| No. | 日程             | 大会名                           | スコア               | 2位との差 | 2位（タイ） |
| --- | ---------------- | -------------------------------- | -------------------- | --------- | ----------- |
| 1   | 1995年9月22-24日 | ミヤギテレビ杯女子オープン       | −4 (69-72-71-=212)   | 2打差     | 武田久子    |
| 2   | 1998年6月25-28日 | 日本女子オープンゴルフ選手権競技 | −2 (68-75-71-72=286) | 1打差     | 黄玉珍      |
| 3   | 1999年8月27-29日 | ヨネックスレディスオープン       | −6 (73-72-65=210)    | 1打差     | 服部道子    |

※太字は公式戦

## 人物
- 身長162cm。血液型O型。得意クラブは5番ウッド。